# Пеньков, Василий Петрович
Васи́лий Петро́вич Пенько́в (12 февраля 1918, Малая Сердоба, Саратовская губерния — 14 апреля 1945) — командир орудия 185-го гвардейского артиллерийского полка гвардии сержант — на момент представления к награждению орденом Славы 1-й степени.

## Биография
Родился 12 февраля 1918 года в деревне Малая Сердоба (ныне — Малосердобинского района Пензенской области) в крестьянской семье. Окончил 4 класса. Жил в селе Перевозинка Бузулукского района Оренбургской области. Работал в колхозе.
В сентябре 1939 года был призван в Красную Армию Бузулукским райвоенкоматом. В боях Великой Отечественной войны с августа 1942 года. К началу 1945 года гвардии сержант Пеньков — командир орудия 185-го гвардейского артиллерийского полка 82-й гвардейской стрелковой дивизии. Особо отличился в входе Варшавско-Познанской операции, в боях за город Познань.
15 января 1945 года в бою юго-восточнее город Бялобжеги гвардии сержант Пеньков с расчетом орудия уничтожил 3 вражеских пулемета, 2 наблюдательных пункта, разрушил 2 блиндажа, истребил до 15 солдат и офицеров противника.
Приказом от 3 февраля 1945 года гвардии сержант Пеньков Василий Петрович награждён орденом Славы 3-й степени.
6-7 февраля в боях на подступах к городу Познань гвардии сержант Пеньков со своими бойцами прямой наводкой подавил 3 огневые точки, 4 дзота, 2 противотанковых орудия. При отражении 4 вражеских контратак вывел из строя много солдат. Был представлен к награждению орденом Славы.
20 февраля 1945 года при штурме города и крепости Познань огнём из своего орудия ликвидировал 4 пулемета, орудие, свыше 10 солдат противника. За это бой был вновь представлен к награждению орденом Славы.
Гвардии сержант Пеньков погиб в бою 14 апреля 1945 года. Был похоронен на кладбище в селении Запциг вблизи города Кюстрин.
Приказом от 15 апреля 1945 года гвардии сержант Пеньков Василий Петрович награждён орденом Славы 2-й степени.
Указом Президиума Верховного Совета СССР от 15 мая 1946 года за мужество, отвагу и бесстрашие, проявленные в боях с вражескими захватчиками гвардии старший сержант Пеньков Василий Петрович награждён орденом Славы 1-й степени. Стал полным кавалером ордена Славы.
Награждён орденами Отечественной войны 2-й степени, Славы 3-х степеней.